# Кюхнер, Марк
Марк Кюхнер (англ. Marc Kuchner, род. 7 августа 1972) — американский астрофизик, сотрудник Центра космических полетов Годдарда. Известен в первую очередь участием в разработках коронографа, с помощью которых можно отыскивать планеты земного типа, и принимает активное участие в разработке телескопа Terrestrial Planet Finder, а также будущего орбитального телескопа Джеймс Вебб, который предположительно придёт на замену Хабблу.
Активный популяризатор идей о планете-океане, углеродных планетах, а также автор наблюдений за осколочным диском белого карлика G29-38. Диплом бакалавра получил в Гарвардском университете в 1994 году.
В 2009 году получил премию от Общества оптики и фотоники за работу над коронографом.